# شیروتا، ساگا
شیروتا، ساگا (به لاتین: Shiota) یک منطقهٔ مسکونی در ژاپن است که در کیوشو واقع شده‌است. شیروتا ۱۱٬۹۸۷ نفر جمعیت دارد.